# 초조본 불설최상근본대락금강불공삼매대교왕경 권6
초조본 불설최상근본대락금강불공삼매대교왕경 권6(初雕本 佛說最上根本大樂金剛不空三昧大敎王經 卷六)은 서울특별시 관악구 신림동, 호림박물관에 있는 고려시대의 목판본 불경이다. 
1991년 7월 12일 대한민국의 국보 제269호 초조본불설최상근본대악금강불공삼매대교왕경<권제6>(初雕本佛說最上根本大樂金剛不空三昧大敎王經<卷第六>)으로 지정되었다가, 2010년 8월 25일 현재의 명칭으로 변경되었다.

## 개요
이 책은 송나라의 법현(法賢)이 번역한 7권 중 권6에 해당한다. 고려 현종 때(재위 1011∼1031) 부처님의 힘으로 거란의 침입을 극복하고자 만든 초조대장경 가운데 하나이다. 닥종이에 찍은 목판본으로 두루마리처럼 말아서 보관할 수 있도록 되어 있으며, 세로 29.8㎝, 가로 47.1㎝ 크기를 24장 연결하였다. 
초조대장경은 이후에 만들어진 해인사대장경(재조대장경 또는 고려대장경)과 비교해 볼 때 몇 가지 차이점이 있다. 목판의 새김이 정교한 반면에 해인사대장경과 글자수가 다르고 간행연도를 적은 기록은 없으며, 군데군데 피휘(避諱:문장에 선왕의 이름자가 나타나는 경우 공경과 삼가의 뜻으로 글자의 한 획을 생략하거나 뜻이 통하는 다른 글자로 대치하는 것)와 약자(略字)가 나타난다. 또 초조대장경은 책의 장수를 표시하는데 있어서 대체로 '장(丈)'자나 '폭(幅)'자를 쓰는 데 비해 해인사대장경은 '장(張)'자로 통일되어 있다.
이 책도 장수의 표시를 '장(丈)'자로 하고 있는 점, 간행기록이 없는 점, 글자수가 23행 14자인 점 등으로 보아 12세기에 만들어진 초조대장경본임을 알 수 있다.

## 참고 자료
- 초조본 불설최상근본대락금강불공삼매대교왕경 권6 - 국가유산청 국가유산포털